# خضر عليوان
خضر منير عليوان (من مواليد 17 سبتمبر 1973) هو رافع أثقال لبناني، يتنافس في فئة 77 كجم ويمثل لبنان في المسابقات الدولية. شارك في دورة الألعاب الأولمبية الصيفية لعام 1988 في حدث وزنه 52 كجم وبعد اثني عشر عامًا في دورة الألعاب الأولمبية الصيفية لعام 2000 في حدث وزنه 85 كجم. شارك في بطولة العالم، وآخرها في بطولة العالم لرفع الأثقال لعام 1999. 

## النتائج الرئيسية
| عام                            | مكان                           | وزن                            | انتزاع (كجم)                   | انتزاع (كجم)                   | انتزاع (كجم)                   | انتزاع (كجم)                   |                                |                                |                                |                                | مجموع                          | مرتبة                          |
| عام                            | مكان                           | وزن                            | 1                              | 2                              | 3                              | مرتبة                          | 1                              | 2                              | 3                              | مرتبة                          | مجموع                          | مرتبة                          |
| دورة الألعاب الاولمبية الصيفية | دورة الألعاب الاولمبية الصيفية | دورة الألعاب الاولمبية الصيفية | دورة الألعاب الاولمبية الصيفية | دورة الألعاب الاولمبية الصيفية | دورة الألعاب الاولمبية الصيفية | دورة الألعاب الاولمبية الصيفية | دورة الألعاب الاولمبية الصيفية | دورة الألعاب الاولمبية الصيفية | دورة الألعاب الاولمبية الصيفية | دورة الألعاب الاولمبية الصيفية | دورة الألعاب الاولمبية الصيفية | دورة الألعاب الاولمبية الصيفية |
| ------------------------------ | ------------------------------ | ------------------------------ | ------------------------------ | ------------------------------ | ------------------------------ | ------------------------------ | ------------------------------ | ------------------------------ | ------------------------------ | ------------------------------ | ------------------------------ | ------------------------------ |
| 2000                           | سيدني-أستراليا                 | 85 كجم                         |                                |                                |                                | —                              |                                |                                |                                | —                              |                                | 19                             |
| 1988                           | سول كوريا الجنوبية             | 52 كجم                         |                                |                                |                                | —                              |                                |                                |                                | —                              |                                | 21                             |
| بطولة العالم                   |                                |                                |                                |                                |                                |                                |                                |                                |                                |                                |                                |                                |
| 1999                           | بيرايوس ، اليونان              | 77 كجم                         | 125                            | 125                            | 125                            | 51                             | 150                            | 155                            | 155                            | 51                             | 275                            | 51                             |

## روابط خارجية
- خضر علوان على موقع أوليمبيديا (الإنجليزية)

- خضر عليوان  على موقع SportsReference  - سبورتس رفرنس